# All You Need Is Rock 'n' Roll
All You Need Is Rock 'n' Roll è una canzone del gruppo musicale statunitense White Lion, pubblicata come singolo promozionale dall'album Pride del 1987.
Una versione dal vivo della canzone è stata inserita nella raccolta The Best of White Lion nel 1992.

## Tracce
1. All You Need Is Rock 'n' Roll (versione album) – 5:14
2. All You Need Is Rock 'n' Roll (versione ridotta) – 4:22

## Formazione
- Mike Tramp – voce
- Vito Bratta – chitarre
- James Lomenzo – basso
- Greg D'Angelo – batteria